# Natació al Campionat del Món de natació de 2015 – 200 m papallona femení
Els 200 metres papallona femení es va celebrar entre el 5 i el 6 d'agost al Kazan Arena Stadium a Kazan.

## Rècords
Els rècords del món abans de començar la prova:
| Rècord del món       | Liu Zige, R.P. de la Xina | 2:01,81 | Jinan, Xina  | 21 d'octubre de 2009 |
| Rècord del campionat | Jessicah Schipper Suècia  | 2:03,41 | Roma, Itàlia | 31 de juliol de 2009 |

## Resultats
Les sèries es van disputar a les 10:14.

   *   Classificades
| Posició | Sèrie | Carril | Nom                    | País            | Temps   | Notes  |
| ------- | ----- | ------ | ---------------------- | --------------- | ------- | ------ |
| 1       | 4     | 2      | Zhang Yufei            | R.P. de la Xina | 2:06,92 | Q, WJR |
| 2       | 4     | 3      | Katie McLaughlin       | Estats Units    | 2:07,32 | Q      |
| 3       | 2     | 4      | Liliána Szilágyi       | Hongria         | 2:07,46 | Q      |
| 4       | 4     | 5      | Cammile Adams          | Estats Units    | 2:07,96 | Q      |
| 5       | 3     | 5      | Natsumi Hoshi          | Japó            | 2:07,97 | Q      |
| 6       | 3     | 3      | Katinka Hosszú         | Hongria         | 2:08,07 | Q      |
| 7       | 4     | 4      | Franziska Hentke       | Alemanya        | 2:08,31 | Q      |
| 8       | 3     | 7      | Lara Grangeon          | França          | 2:08,54 | Q      |
| 9       | 3     | 4      | Madeline Groves        | Austràlia       | 2:08,65 | Q      |
| 10      | 2     | 6      | Zhou Yilin             | R.P. de la Xina | 2:08,76 | Q      |
| 11      | 4     | 6      | Audrey Lacroix         | Canadà          | 2:08,79 | Q      |
| 12      | 2     | 3      | Brianna Throssell      | Austràlia       | 2:09,16 | Q      |
| 13      | 4     | 7      | Hannah Miley           | Regne Unit      | 2:09,44 | Q      |
| 14      | 3     | 6      | Park Jin-young         | Corea del Sud   | 2:09,62 | Q      |
| 15      | 3     | 8      | Anja Klinar            | Eslovènia       | 2:09,70 | Q      |
| 16      | 2     | 7      | Joanna Maranhão        | Brasil          | 2:09,77 | Q      |
| 17      | 3     | 2      | Martina van Berkel     | Suïssa          | 2:09,88 |        |
| 18      | 2     | 5      | Judit Ignacio Sorribes | Catalunya       | 2:09,93 |        |
| 19      | 3     | 1      | Aimee Willmott         | Regne Unit      | 2:10,07 |        |
| 20      | 2     | 1      | Park Soo-jin           | Corea del Sud   | 2:11,07 |        |
| 21      | 4     | 1      | Andreina Pinto         | Veneçuela       | 2:11,14 |        |
| 22      | 2     | 2      | Alessia Polieri        | Itàlia          | 2:11,30 |        |
| 23      | 1     | 5      | Valerie Gruest         | Guatemala       | 2:12,82 |        |
| 24      | 4     | 8      | Ana Monteiro           | Portugal        | 2:12,87 |        |
| 25      | 3     | 0      | Barbora Závadová       | Txèquia         | 2:12,89 |        |
| 26      | 3     | 9      | Anna Ntountounaki      | Grècia          | 2:13,69 |        |
| 27      | 2     | 0      | Virginia Bardach       | Argentina       | 2:13,76 |        |
| 28      | 2     | 9      | Ida Marko-Varga        | Suècia          | 2:14,89 |        |
| 29      | 1     | 4      | Quah Ting Wen          | Singapur        | 2:14,93 |        |
| 30      | 4     | 9      | Claudia Hufnagl        | Àustria         | 2:15,16 |        |
| 31      | 1     | 2      | Monalisa Lorenza       | Indonèsia       | 2:15,76 |        |
| 32      | 1     | 3      | Jessica Camposano      | Colòmbia        | 2:16,40 |        |
| 33      | 1     | 1      | Estefania Urzúa        | Xile            | 2:19,12 |        |
| 34      | 1     | 6      | Sutasinee Pankaew      | Tailàndia       | 2:19,54 |        |
| 35      | 4     | 0      | Sharo Rodríguez        | Mèxic           | 2:19,60 |        |
| 36      | 1     | 7      | María Far Núñez        | Panamà          | 2:19,65 |        |
| 37      | 2     | 8      | Laura Arroyo           | Mèxic           | 2:20,04 |        |
| 38      | 1     | 8      | Noel Borshi            | Albània         | 2:20,28 |        |
| 39      | 1     | 0      | Alsu Bayramova         | Azerbaidjan     | 2:26,27 |        |

### Semifinals
The semifinals were held at 18:25.

#### Semifinal 1
| Posició | Carril | Nom               | País            | Temps   | Notes |
| ------- | ------ | ----------------- | --------------- | ------- | ----- |
| 1       | 4      | Katie McLaughlin  | Estats Units    | 2:07,52 | Q     |
| 2       | 5      | Cammile Adams     | Estats Units    | 2:07,57 | Q     |
| 2       | 7      | Brianna Throssell | Austràlia       | 2:07,57 | Q     |
| 4       | 2      | Zhou Yilin        | R.P. de la Xina | 2:07,69 | Q     |
| 5       | 6      | Lara Grangeon     | França          | 2:08,67 |       |
| 6       | 3      | Katinka Hosszú    | Hongria         | 2:08,91 |       |
| 7       | 1      | Park Jin-young    | Corea del Sud   | 2:09,21 |       |
| 8       | 8      | Joanna Maranhão   | Brasil          | 2:09,69 |       |

#### Semifinal 2

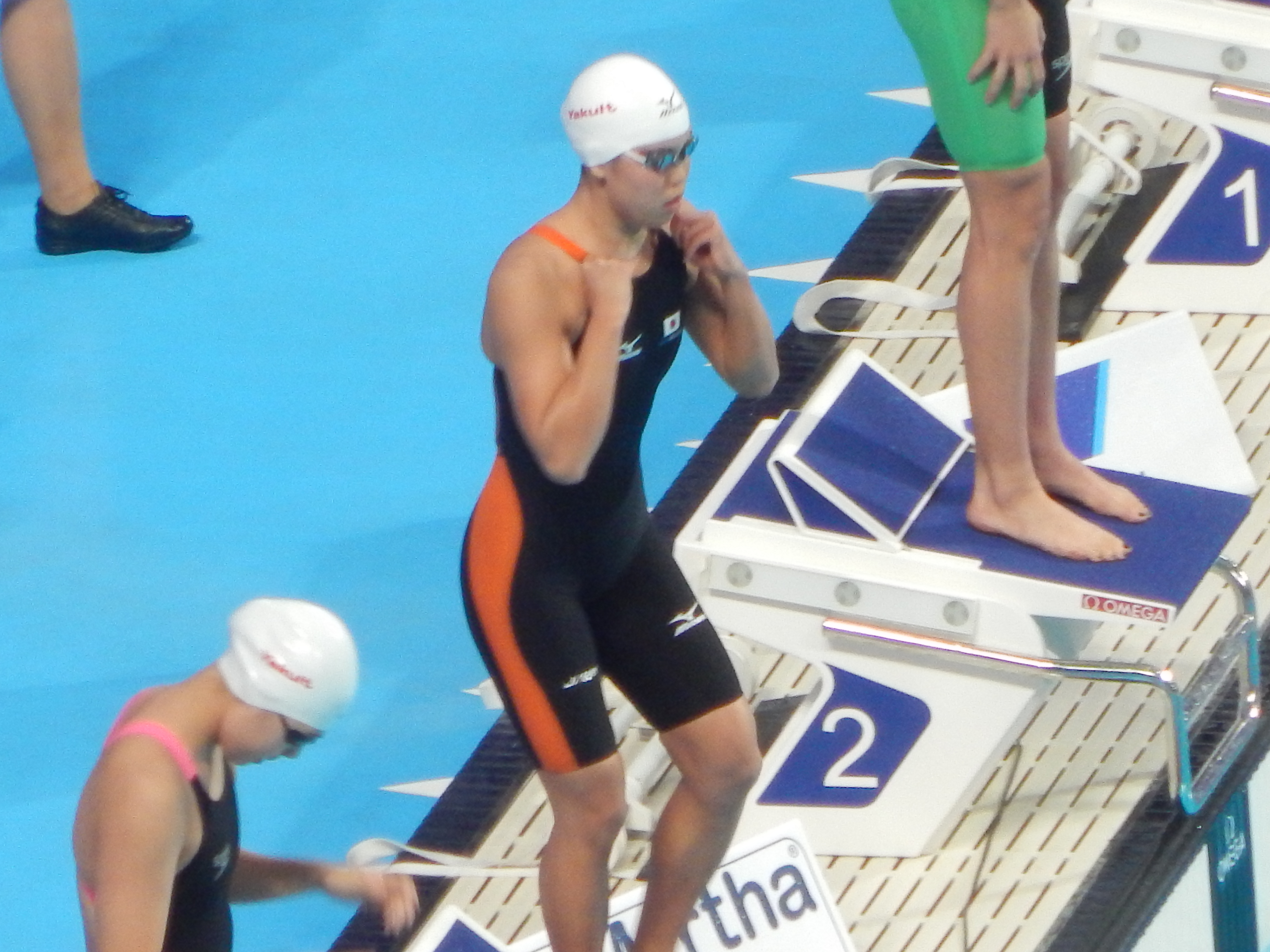
Hoshi guanya la segona semifinal

| Posició | Carril | Nom              | País            | Temps   | Notes |
| ------- | ------ | ---------------- | --------------- | ------- | ----- |
| 1       | 3      | Natsumi Hoshi    | Japó            | 2:06,36 | Q     |
| 2       | 6      | Franziska Hentke | Alemanya        | 2:06,64 | Q     |
| 3       | 5      | Liliána Szilágyi | Hongria         | 2:07,05 | Q     |
| 4       | 4      | Zhang Yufei      | R.P. de la Xina | 2:07,08 | Q     |
| 5       | 2      | Madeline Groves  | Austràlia       | 2:08,00 |       |
| 6       | 8      | Anja Klinar      | Eslovènia       | 2:08,52 |       |
| 7       | 7      | Audrey Lacroix   | Canadà          | 2:08,86 |       |
| 8       | 1      | Hannah Miley     | Regne Unit      | 2:09,21 |       |

### Final
La final es va disputar a les 18,20.
| Posició | Carril | Nom               | País            | Temps   | Notes |
| ------- | ------ | ----------------- | --------------- | ------- | ----- |
| 1       | 4      | Natsumi Hoshi     | Japó            | 2:05,56 |       |
| 2       | 7      | Cammile Adams     | Estats Units    | 2:06,40 |       |
| 3       | 6      | Zhang Yufei       | R.P. de la Xina | 2:06,51 | WJR   |
| 4       | 1      | Brianna Throssell | Austràlia       | 2:06,78 |       |
| 4       | 5      | Franziska Hentke  | Alemanya        | 2:06,78 |       |
| 6       | 2      | Katie McLaughlin  | Estats Units    | 2:06,95 |       |
| 7       | 3      | Liliána Szilágyi  | Hongria         | 2:07,76 |       |
| 8       | 8      | Zhou Yilin        | R.P. de la Xina | 2:10,20 |       |